# Xyletobius timberkalei
Xyletobius timberkalei là một loài bọ cánh cứng thuộc họ Ptinidae.